# Khrüszipposz
Khrüszipposz (ógörögül: Χρύσιππος, latinul: Chrysippus), (i. e. 279 körül – i. e. 206 körül) ókori görög sztoikus filozófus.
Khrüszipposz Tarszoszban vagy Soliban született. Athénben tanult Kleanthész – és talán Kitioni Zénón – tanítványaként. Mások szerint Pitanéi Arkeszilaosz és Laküdész voltak a mesterei. Kleanthész halála után Khrüszipposz lett a sztoikus filozófusok legelismertebb vezetője. Rendkívül termékeny író volt: Diogenész Laertiosz 705 (!) munkát tulajdonít neki.  Elmélkedése a gyakorlati filozófia kérdései, különösen az etika felé irányult. Írt grammatikai munkákat is, valamint több görög költő műveihez, különösen Pindaroszhoz való szkolionokat. Sajnálatos dolog, hogy művei az évszázadok során fokozatosan elvesztek.